# Mattéo
 (octobre 2020).
Si vous disposez d'ouvrages ou d'articles de référence ou si vous connaissez des sites web de qualité traitant du thème abordé ici, merci de compléter l'article en donnant les références utiles à sa vérifiabilité et en les liant à la section « Notes et références ».
Pour les articles homonymes, voir Matteo.
Mattéo est une bande dessinée en 6 tomes de Jean-Pierre Gibrat parue chez Futuropolis.

## Synopsis

### Première époque (1914-1915)
Collioure au début de la guerre de 14-18. Les soldats partent sur le front en chantant, la victoire est annoncée rapide. Mais la famille de Mattéo, des réfugiés espagnols, ne partage pas cet enthousiasme et cultive l'antimilitarisme… Mattéo est amoureux de Juliette, mais son cœur à elle semble battre pour Guillaume, un aviateur de bonne famille. Et le fait qu'il soit espagnol le rend non mobilisable, ce qui finit par le rabaisser aux yeux de Juliette et des autres villageois. Alors, il va signer son acte d'engagement, au grand dam de sa mère et de son ami Paulin, revenu estropié.
Mattéo découvre alors l'horreur des tranchées, la morgue des officiers. Blessé, il fait connaissance d'Amélie, une infirmière avec qui il sympathise. De retour dans son village, il boit beaucoup avec Paulin. À la suite d'un accident, sa permission est annulée et il doit retourner sur le front. Il se dispute avec Juliette, se saoule et sa mère le met dans un bateau pour le cacher en Espagne. Mattéo devient donc déserteur.

### Deuxième époque (1917-1918)
Mattéo revient de temps en temps rendre visite à sa mère. Il compte partir aider la révolution en cours en Russie, accompagné de Gervasio, anarchiste comme lui et ami de son défunt père. Il passe la dernière nuit avant son départ avec Juliette, il espère même qu'elle partira avec lui, mais il l'a attendue en vain.
Arrivé à Saint-Pétersbourg, il est chargé de prendre des photographies pour mettre en valeur la révolution. Mais les relations sont houleuses entre son groupe d'anarchistes et les bolcheviks. Le neveu de Gervasio, Dimitri, les accueille et ils font connaissance avec Léa, jeune chef pleine de conviction. Mattéo ne tarde pas à coucher avec elle, le couple qu'elle forme avec Dimitri étant plutôt libre.
Gervasio est blessé dans les affrontements incessants et Mattéo part en France accompagné de Léa pour récolter des médicaments qui manquent cruellement. Ils sont aidés par Amélie qui se démène pour leur en trouver des quantités. Apprenant que Gervasio est mort, Mattéo décide de ne pas rentrer en Russie et de rester en France. Il retourne à Collioure, apprend que Juliette a un enfant, que son mari Guillaume s'est suicidé six mois auparavant. Après une dernière visite à sa mère, Mattéo se rend aux gendarmes mais au lieu d'être exécuté pour désertion, il écope de vingt ans de travaux forcés.

### Troisième époque (août 1936)
C’est le temps du Front populaire. Dix-huit ans plus tôt, au retour de Russie, après la mort de Gervasio, après aussi que Juliette lui a appris la naissance de son petit Louis, Mattéo s’était livré aux gendarmes : toujours sous le coup d’un mandat d’arrêt pour désertion, il fut condamné aux travaux forcés, et envoyé au Bagne de Cayenne. Ayant purgé sa peine, Mattéo s’installe en région parisienne, où il retrouve son ami Paulin et Amélie, l’infirmière qu’il avait connue à la guerre.Août 36. C’est le bonheur des premiers congés payés. Accompagné de Paulin, d’Amélie et d’Augustin, le compagnon de celle-ci, Mattéo revient, pour la première fois depuis longtemps, à Collioure. Comment sa mère va-t-elle l’accueillir ? Et Juliette et son fils Louis, que sont-ils devenus ? Août 1936. C’est la liesse des bains de mer et des bals populaires. Mais de l’autre côté des Pyrénées, dans l’Espagne toute proche, le bruit et la fureur de la guerre civile se font de plus en plus entendre. Et Mattéo, le fils d’anarchiste espagnol, malgré l’indifférence au monde dans laquelle la douleur de Cayenne l’avait plongé, dresse de plus en plus l’oreille… Légère et enjouée, cette comédie, finement ciselée, virera au questionnement dramatique. Une fois encore, la réalité finira par rattraper Mattéo, et par le prendre méchamment par le col…

### Quatrième époque (août 1936)
Toujours sous le coup d'un mandat d'arrêt pour désertion, Mattéo doit quitter la France. Accompagné de Robert et d'Amélie, il part  en Espagne se battre contre les fascistes. Le trio quitte Collioure chargé de quelques caisses d’armes italiennes. L'origine des armes fait tiquer les douaniers républicains espagnols et la police s'en mêle. Rapidement, nos héros sont innocentés et vont pouvoir rejoindre la lutte. Mais aux côtés de qui ? Robert part dans une unité combattante communiste, tandis que Mattéo et Amélie rejoignent les anarchistes. Ils vont dans le village d'Alcetría, tenu par les franquistes, pour le reconquérir. Mais la petite troupe qui se trouve sur place est mal entraînée et mal armée. Mattéo prend la tête du groupe, aidé par une bouillante volontaire polonaise, Anechka. Le groupe va prendre le village tenu par un curé sniper du haut de son clocher. 
Entre-temps, Mermoza, un aviateur qu'Amélie avait rencontré à Barcelone, rejoint le village. Amélie, séduite, part avec Mermoza qui s'en va en mission pour effectuer des relevés topographiques. Tous deux tombent aux mains des franquistes.

### Cinquième époque (septembre 1936-janvier 1939)
Nous sommes toujours dans le village d'Alcetría. Mattéo a pris ses quartiers chez le notable du village, Don Figueras, cloué dans un fauteuil roulant. Les deux hommes ne sont pas du même bord mais établissent des liens. 
Mattéo veut procéder à l'échange du curé prisonnier contre Amélie, retenue en otage par les franquistes. Don Figueras fait jouer ses contacts auprès des nationalistes. L'opération se déroule bien, jusqu'à ce qu'Anechka, agissant seule, cherche à abattre le curé mais faillit atteindre Amélie. Celle-ci s'en tire et demande à Anechka de lui enseigner le maniement des armes.
Dans la maison de Don Figueras, de révélations en révélations, on en apprend plus sur les liens du sang qui unissent Mattéo à Alcetría. Le village est pris en tenaille et subit les bombardements des forces franquistes. C'est alors que réapparaît Mermoza, qui s'est évadé. Robert retrouve aussi Mattéo et Amélie. Pendant ce temps, la République espagnole marche vers la défaite.

### Sixième époque (2 septembre 1939 - 3 juin 1940)
Un sixième volume est publié en novembre 2022,.

## Albums
- Première époque (1914-1915), Futuropolis, 2008 - Sélection officielle du Festival d'Angoulême 2009
- Deuxième époque (1917-1918), Futuropolis, 2010
- Mattéo, Premier cycle reprend les tomes 1 et 2 : édition limitée et augmentée de 20 pages inédites, Futuropolis, novembre 2012
- Troisième époque (août 1936), Futuropolis, 2013
- Quatrième époque (août-septembre 1936), Futuropolis, 2017
- Cinquième époque (septembre 1936 - janvier 1939), Futuropolis, 2019
- Sixième époque (2 septembre 1939 - 3 juin 1940), Futuropolis, 2022[2]